# Albany (Australie)
Pour l’article homonyme, voir Albany.
Albany /ˈælbəni/ est une ville australienne située sur la côte méridionale de l'Australie-Occidentale (WA pour Western Australia), en bordure de la Grande Baie australienne, à 408 km au Sud-Est de Perth. Elle compte 30 656 habitants (d’après le recensement de 2011) pour une superficie de 4 312,3 km2, soit une densité de population d’environ 7,1 habitants par kilomètre carré, ce qui en fait le sixième plus grand foyer de population de l’État. Albany est la plus ancienne colonie de l’Australie- Occidentale, dépassant Perth de deux ans d’ancienneté. La ville fait partie de la zone d’administration locale (Local Government Area) de la Cité d’Albany. Le centre-ville se situe à la pointe nord de Princess Royal Harbour, qui fait partie de la baie King George Sound. Le quartier commerçant est délimité par le mont Clarence à l’Est, et par le mont Melville à l’Ouest.
Aujourd’hui, l’activité économique de la ville se concentre principalement autour du tourisme, de l’agriculture et de l’exploitation de l’énergie verte grâce à une de ses îles côtières convertie en parc à éoliennes.

## Histoire

### Origines
La ville d’Albany a observé un grand va-et-vient d’explorateurs avant que la colonie ne soit complètement établie. Son exploration débuta en 1627 avec le néerlandais Pieter Nuyts à bord du Gulden Zeepaert (l’Hippocampe Doré). Il faut attendre 1781 pour qu’un nouvel explorateur arrive : l’anglais George Vancouver qui donna le nom de King George III Sound au détroit. Vancouver prit possession de la Nouvelle-Hollande au nom de la couronne britannique, mais il repartit à cause de la mauvaise qualité du sol. Ce fut ensuite Matthew Flinders qui débarqua en 1803, suivi de très près par Nicolas Baudin. Ce dernier cartographia d’ailleurs presque toute la partie Sud et Ouest de l’Australie, ainsi que la Tasmanie. Cet explorateur entraîna à sa suite de nombreuses explorations françaises dans la région.
Albany a été fondé le 26 décembre 1826 en tant qu’avant-poste militaire  britannique implanté précipitamment afin de devancer tout projet d'implantation de la France en Australie-Occidentale. C’est en ce jour de Noël 1826 que le major Edmund Lockyer débarqua en provenance de Sydney à bord de son brick, l’Amity, attiré par les eaux paisibles de King George Sound, qui est une baie fermée deux fois plus grande que celle de Sydney. La zone a d’abord été nommée Frederick Town en l’honneur du Prince Frederick, Duc de York et d’Albany. En 1831, la colonie a été transférée sous le contrôle de la colonie de Swan River (ancien nom de Perth) et rebaptisée Albany par le lieutenant-gouverneur James Stirling.
Comme beaucoup d’autres villes en Australie, Albany voyait débarquer des prisonniers sur son territoire en provenance de l’Empire britannique. En 1852 une prison fut construite pour les prisonniers venant de l’Empire et qui étaient débarqués en tant qu’artisans et ouvriers qualifiés. Cependant à la différence de la Tasmanie et de la Nouvelle-Galles du Sud, en Australie-Occidentale le système de détention était basé sur la réhabilitation. Les prisonniers étaient transportés depuis l’Angleterre pour une période de plus de 18 ans, entre 1850 et 1868, et la vieille prison (Old Gaol) devint le dépôt d’employés-détenus (Convict Hiring Depot). La plupart des détenus pouvaient sortir et étaient embauchés par les colons libres. Ils étaient employés pour naviguer sur les bateaux et pour refaire la route allant d’Albany à Perth, et aussi pour reconstruire certaines parties de la ville comme York Street et Stirling Terrace.

### La ruée vers l'or
Dans les années 1890, la nouvelle de la découverte de gisements aurifères à Kalgoorlie dans l’Est va se répandre comme une traînée de poudre dans le monde entier. Même si Albany sera utilisée comme passerelle vers les Eastern Goldfields, (que l’on peut traduire littéralement par Les Champs d’or de l’Est, qui comprennent principalement les villes de Kalgoorlie, Boulder, Coolgardie, Kambalda et Southern Cross), c’est Perth qui deviendra le tremplin de cette ruée vers l’or. Durant plusieurs années, le port d’Albany fut le seul de la région situé en eaux assez profondes, il devint donc le centre névralgique du commerce par bateau entre l’Empire britannique et ses colonies australiennes. Mais l’ouverture du port de Fremantle fit décliner son importance, la ville se tourna donc vers l’agriculture, l’industrie du bois et plus tard celle de la pêche à la baleine. Contrairement à Perth et Fremantle, Albany supporta vivement le mouvement de fédération de l’Australie en 1901.

### La Première Guerre Mondiale
La ville a joué un rôle important dans la légende qui a forgé l’ANZAC, en étant la ville qui a vu le premier convoi de soldats partir pour l’Europe en guerre le 1er novembre 1914. En effet près de 41 000 australiens et néo-zélandais ont quitté l’Australie depuis la baie de King George Sound pour venir combattre dans les Dardanelles et dans le Nord de la France. La ville fut aussi le lieu de départ de l’Australian Light Horse (troupes montées de cavalerie et d’infanterie) qui a subi de lourdes pertes lors de la bataille de Beer-Sheva du 31 octobre 1917, dans le cadre de la campagne du Sinaï et de la Palestine. La bataille fera environ 500 morts et 1 200 prisonniers côté australiens et néo-zélandais. Cette triste date fera naître l’inauguration d’un monument en l’honneur de l’Australian Light Horse qui donne aujourd’hui sur la baie de King George Sound, le monument a été rapatrié de Port-Saïd en Égypte, après la guerre de Suez de 1956.

## Tourisme

### Sites naturels et édifices publics anciens
Aujourd’hui la ville jouit de sa fréquentation touristique, elle sert de point de départ à l’exploration de l’Australie du Sud-Ouest, elle est respectée en ce qui concerne la préservation de son capital naturel et de son héritage historique. Elle sert aussi de zone départ pour les touristes souhaitant visiter de plus petites villes aux alentours, comme Denmark célèbre pour son vin et son apiculture, ou Margreth River, particulièrement appréciée pour la beauté de ses fleurs sauvages qui recouvrent les plaines du Sud à l’heure du printemps.
Le Parc national Torndirrup, situé à 10 km d'Albany, est classé depuis 1918. Ce site est bordé par un littoral de granite déchiqueté qui faisait partie il y a bien longtemps de l’Antarctique.
Tout en haut de Stony Hill vous pouvez observer une formation rocheuse unique. Perché à 40 mètres au-dessus de l’océan, le Gap a été modelé par les vents et l’érosion de l’océan, où les vagues s’engouffrent sous les parois de roches pour parfois ressurgir sous vos pieds sous forme de petits geysers ou de vagues qui passent à travers les failles situées dans la voie rocheuse.
Albany est aussi une ville réputée comme possédant les plus belles plages d’Australie, grâce à ses eaux calmes et paisibles, qui font aussi partie des zones de baignades les moins dangereuses du pays.
Vous trouverez certaines de ces plages dans la réserve naturelle Two Peoples Bay. Parmi celles-ci se trouve « Little Beach » réputée comme étant une des meilleures en Australie Occidentale. C’est une petite plage de sable blanc située à 35 km de la ville.
Pas très loin au sud, dans le même parc, se trouve une autre plage de sable blanc extrêmement réputée : Waterfall Beach.
La mer de la région d’Albany est connue pour sa clarté et ses couleurs turquoise incroyables.
C’est aussi à Albany que l’on trouve les plus anciennes maisons du WA qui se situent sur Strawberry Hill, la plus ancienne d’entre elles ayant été construite pour Sir Henry Spencer, premier représentant local du gouvernement. La ville possède aussi le plus vieux bureau de poste de la région avec sa tour en bardeaux, mais aussi le tout premier lieu de culte de l’État : l’église St John the Evangelist (1848) dont le plafond de la nef centrale n’est rien d’autre qu’une coque de navire en bois. 

### Musées et lieux historiques
Il est possible de visiter une réplique du bateau fondateur de la colonie : l’Amity. Il a fallu trois ans de travail avant que la réplique puisse être ouverte au public en 1975. Le musée retrace l’histoire du navire et de son équipage et montre les conditions de vie des marins, depuis son arrivée à Sydney en 1826, jusque lors de son dernier voyage en Tasmanie où il a fait naufrage sur un banc de sable inexploré en 1845.
Le National Anzac Centre est un musée construit en l’honneur des soldats de l’Anzac de la Première Guerre Mondiale. Il a été inauguré le 1er novembre 2014 par le Premier ministre d’Australie, par celui de Nouvelle-Zélande, et par le Premier ministre d'Australie-Occidentale, à l’occasion du centenaire du départ du premier convoi australien et néo-zélandais depuis le détroit de King George Sound. La particularité de ce musée est que chaque visiteur se voit attribuer l’identité d’un soldat ayant réellement existé et suit son parcours depuis son recrutement dans l’armée, jusqu’au front, puis son retour au pays et sa vie après la guerre. Le musée conserve aussi les noms des 41 265 combattants qui sont partis pour la guerre dans les deux premiers convois en directions de zones de combats en Europe.
Une Avenue d’Honneur (The Avenue of Honour) a été créée sur Apex Drive. Elle remplace l’avenue d’origine située sur Middleton Road en 1921. Cette avenue est en fait une longue promenade au large du Mont Clarence, où chaque arbre gommier porte le nom d’un soldat décédé durant la Première et la Deuxième Guerre Mondiale, et pendant la Guerre de Corée. Les arbres de cette avenue ont été plantés  entre 1955 et 1956.
L’Historic Whaling Station, construite dans les années cinquante et qui est restée opérationnelle jusque dans les années soixante-dix, appartenait à la Cheynes Beach Whaling Company (la dernière compagnie baleinière à fermer en Australie). Cette ancienne station de pêche à la baleine est aujourd’hui visitable, il est possible de grimper à bord du baleinier. L’usine n’est plus en activité, mais le musée a recréé les sons et le quotidien dans ce genre d’industrie. Il est aussi possible de voir les anciennes cuves de conservation de graisse de baleine qui ont maintenant été converties en théâtres. Le musée se compose aussi d’une galerie photo et expose des objets associés à ce type de pêche, un squelette de baleine grandeur nature y est aussi exposé.
Albany est aussi la dernière ville étape du Bibbulmun Track, le plus long sentier de randonnée au monde (1 000 km). Ce sentier débute à Kalamunda (près de Perth) et descend jusqu’à Albany.

### Faune et flore
Albany regroupe de nombreuses espèces typiques des plaines australes, à l’exception du koala, qui habite dans toutes les régions d’Australie à l’état naturel sauf dans le WA.
Mais Albany est surtout célèbre comme point d’observation des baleines. Deux compagnies proposent des tours en bateaux afin de pouvoir approcher les baleines. Les baleines bleues, les baleines à bosses et les baleines franches australes viennent se reposer et élever quelque temps leurs petits dans les eaux paisibles d’Albany entre juillet et octobre. Cet endroit leur sert d’étape durant leur migration vers l’Antarctique. 

## Climat
Albany a un climat méditerranéen aux étés tièdes (Köppen : Csb) avec des étés tièdes et secs et des hivers doux et très humides. La ville est située sur ce que l'on appelle la « côte de l'Arc-en-ciel » un titre bien mérité à cause de la fréquence des jours avec du soleil et de la bruine ou des averses. 
Les étés à Albany sont influencés par cette localisation entre les vents frais de l'océan Austral et les canicules occasionnelles de l'Outback. Ces variables créent des jours principalement agréables et aérés ; avec des courtes périodes de temps très chaud. Au contraire, les hivers sont doux et venteux avec un maximum de précipitations et des températures plus stables. 
La température la plus faible est de −0,2 °C le 20 juillet 1987. La température la plus élevée enregistrée a été 45,6 °C le 5 janvier 1969.
| Mois                                            | jan.  | fév.  | mars  | avril | mai   | juin | jui.  | août  | sep. | oct.  | nov. | déc.  | année   |
| ----------------------------------------------- | ----- | ----- | ----- | ----- | ----- | ---- | ----- | ----- | ---- | ----- | ---- | ----- | ------- |
| Température minimale moyenne (°C)               | 13,7  | 14,5  | 13,4  | 11,7  | 9,8   | 8,1  | 7,5   | 7,5   | 8,1  | 9,2   | 10,8 | 12,5  | 10,6    |
| Température maximale moyenne (°C)               | 24,8  | 24,9  | 24,1  | 21,9  | 19    | 16,7 | 15,8  | 16,2  | 17,3 | 18,8  | 20,9 | 23,1  | 20,3    |
| Record de froid (°C)                            | 4,8   | 5,1   | 4,3   | 3,2   | 1,9   | 0    | −0,2  | 0,8   | 0,7  | 1     | 2,7  | 3,6   | −0,2    |
| Record de chaleur (°C)                          | 45,6  | 44,2  | 41,2  | 38,8  | 32,6  | 24,8 | 22,5  | 26,2  | 27,9 | 33,6  | 39,2 | 42,8  | 45,6    |
| Ensoleillement (h)                              | 251,1 | 209,1 | 204,6 | 186   | 167,4 | 153  | 170,5 | 189,1 | 189  | 210,8 | 222  | 244,9 | 2 397,5 |
| Précipitations (mm)                             | 23,6  | 22,3  | 33,6  | 61,3  | 89,8  | 108  | 119,3 | 106,8 | 88,5 | 70,8  | 47   | 27,8  | 798,1   |
| dont nombre de jours avec précipitations ≥ 1 mm | 2,8   | 2,6   | 4     | 6,3   | 8,2   | 9,9  | 11,1  | 10,9  | 9,9  | 8     | 5,7  | 3,7   | 83,1    |
| Humidité relative (%)                           | 55    | 56    | 58    | 61    | 64    | 68   | 68    | 66    | 65   | 65    | 63   | 57    | 62      |

## Transports
Albany possède un aéroport (code AITA : ALH) Albany Airport desservi par la compagnie aérienne Regional Express.

## Éducation
La ville dispose de 9 écoles primaires, 8  écoles faisant offices de collèges et/ou lycées, et de 2 universités. L’une d’elles, l’University of Western Australia, a été établie en 1911, ce qui en fait la plus ancienne université de l’Australie Occidentale. Il est aussi intéressant de savoir qu’elle fut la première université gratuite de l’Empire britannique. Depuis 2011, elle fait partie du classement des 100 meilleures universités du monde selon le classement académique des universités mondiales (ARWU).

## Personnalités nées à Albany
- Jodie Cooper (4 mai 1964), surfeuse.
- Rechelle Hawkes (30 mai 1967), joueuse de hockey sur gazon, triple championne olympique.

## Galerie

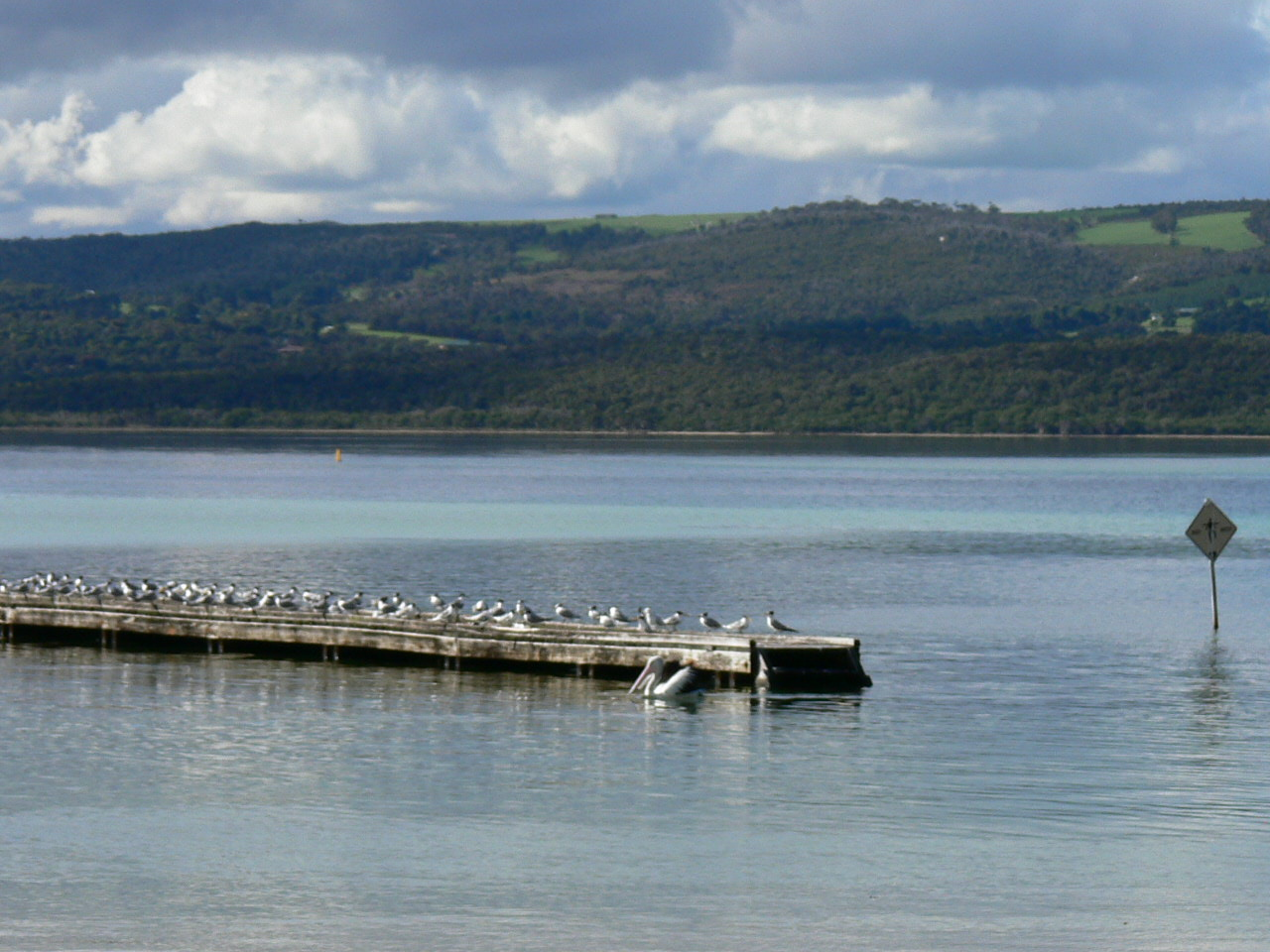
Goelands à Emu Point, banlieue d'Albany.
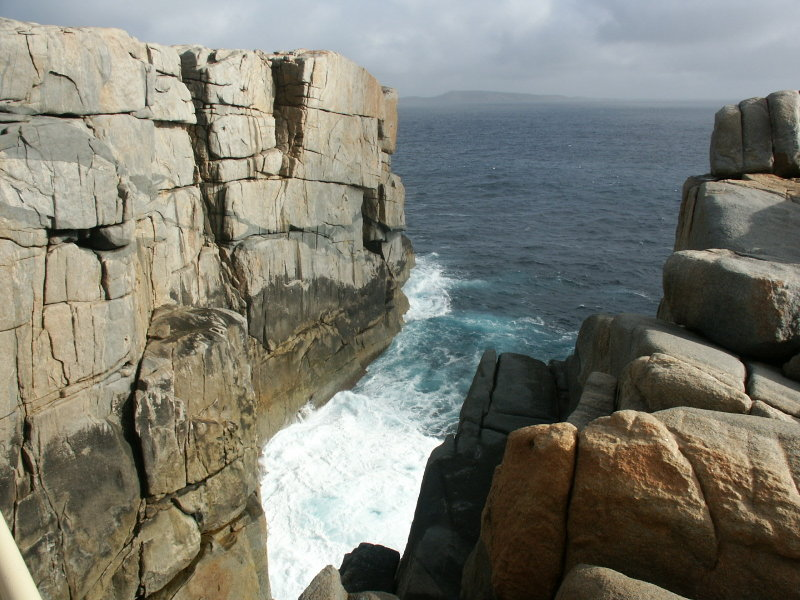
Le gap, Albany
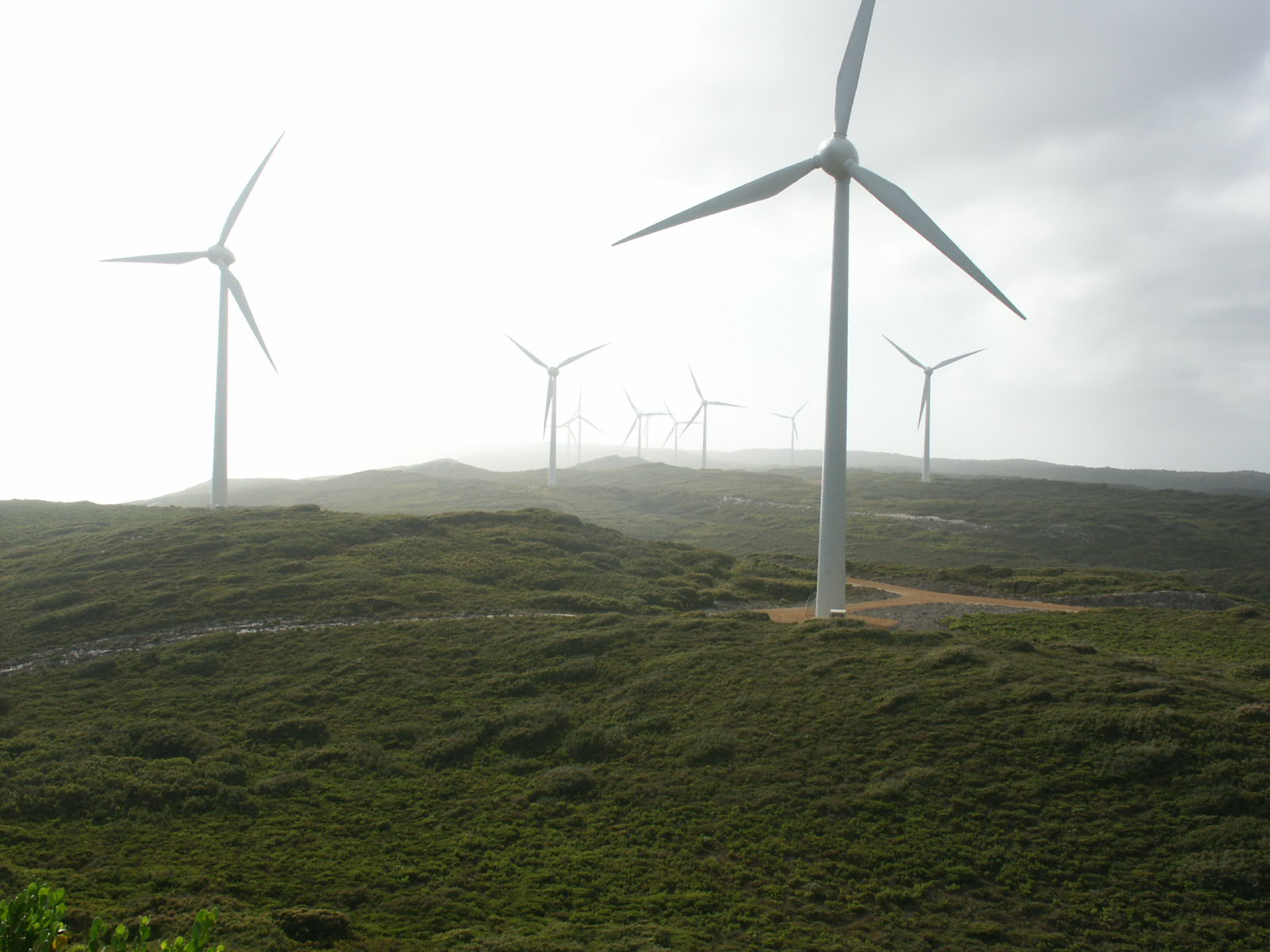
Éoliennes, Albany